# Florotanino

Ecol, un florotanino

Un florotanino es un tipo de tanino encontrado en algas del phyllum Phaeophyta (algas pardas) como los sargazos. Al contrario de los taninos hidrolizables o condensados, estos compuestos son oligómeros del floroglucinol (polifloroglucinoles).  Los florotaninos se clasifican en fuhaloles, floretoles, fucoles, fucofloretoles, ecoles y carmaloles.
Ejemplos de estos compuestos son el fucodifloretol G del alga Ecklonia cava, el ecol aislado de especies de Ecklonia o el florofucofuroecol-B de Eisenia arborea.
Se desconoce la razón por la que las algas pardas producen florotaninos.Estos compuestos pueden tener un papel importante en la defensa del organismo, en la dinámica de sus recursos, como secuestrantes de metales, como protección contra la luz o radiación UV o como alguicidas contra dinoflagelados.